# مستقبل ريتينويد إكس
مستقبل ريتينويد أكس (بالإنجليزية:  Retinoid X receptor)‏ (ومختصره RXR) هو نوع من المستقبلات النووية التي تفعّل بواسطة 9-سيس حمض الريتينويك و9-سيس 13,14 ثنائي هيدرو حمض الريتينويك.

## أنواعه
هنالك 3 أنواع من مستقبل ريتنويد أكس:
- مستقبل ريتينويد أكس ألفا، وهو مشفر بالمورثة RXRA.[4]
- مستقبل ريتينويد أكس بيتا، وهو مشفر بالمورثة RXRB.[5]
- مستقبل ريتنويد أكس غاما، وهو مشفر بالمورثة RXRG.[6]

## أنظر أيضا
- مستقبلات حمض الريتينويك
- مستقبلات الريتينويد X ألفا
- مستقبلات ريتينويد إكس بيتا
- مستقبل ريتينويد أكس غاما